# ミャンマー関係記事の一覧
ミャンマー関係記事の一覧（ミャンマーかんれんきじのいちらん）は、ミャンマーに関係する記事の一覧を50音順にまとめたものである。

## あ行
- アヴァ王朝
- アウン・サン
- アウンサンスーチー
- アジア太平洋経済協力
- アシン・ウィラトゥ
- アドニラム・ジャドソン
- アラウンパヤー
- アラカン王国
- アラカン軍
- アラカン軍 (カレン州)
- アラカン山脈
- アラカン・ロヒンギャ救世軍
- イギリス統治下のビルマ
- インセイン刑務所
- インパール作戦
- インヤー湖
- 上ビルマ
- ウ・タント
- ウ・トゥザナ
- ウッパタサンティ・パゴダ
- 英緬戦争
- エーヤワディー川
- 援蔣ルート
- 黄金の三角地帯
- 横断山脈
- オリンピックのミャンマー選手団

## か行
- カチン州
- カチン族
- カチン独立軍
- カチン防衛軍
- ガバ・マ・チェ
- 神の軍隊
- カレン州
- カレンニー軍
- カレンニー州暫定執行評議会
- カレンニー諸民族防衛隊
- カレンニー民族進歩党
- カレンニー民族人民解放戦線
- カレン民族解放軍
- カレン民族軍
- カレン民族同盟
- カレン民族同盟/カレン民族解放軍平和評議会
- カヤン新領土党
- カヤン族 (ミャンマー)
- キン・ニュン
- クキ民族軍
- コーカン
- コーカン族
- コートレイ軍
- ゴールデン・ミャンマー航空
- 国民民主連盟
- 国民防衛隊
- 国民統一政府 (ミャンマー)
- 国家行政評議会
- 国家平和発展評議会
- コック川
- コンバウン王朝

## さ行
- サイクロン・ナルギス
- 在日ミャンマー人
- 在ミャンマー日本国大使館
- サウン・ガウ
- サッカーミャンマー代表
- サルウィン川
- 三兄弟同盟
- シッタン川
- シャン州
- シャン州軍
- シャン州軍 (北)
- シャン州軍 (南)
- シャン州民族軍
- シャン州東部民族民主同盟軍
- シャン族
- シャンニー民族軍
- 下ビルマ
- シュエコッコ
- シュエダゴン・パゴダ
- シリアム
- 新モン州党
- スリー・パゴダ・パス
- スレー・パゴダ
- 全国停戦合意
- ソー・ウィン

## た行
- タアン民族解放軍
- タアン民族党
- 泰緬戦争
- 泰緬鉄道
- タウングー王朝
- ダウェイ
- タロン族
- タン・シュエ
- チェーモン
- チェドバ島
- チャイントン
- チャイティーヨー・パゴダ
- 中緬国境
- チョウ・ディン
- チン兄弟同盟
- チン州
- チンドウィン川
- チン民族軍
- チンランド評議会
- チンランド防衛隊
- チンロン
- ティラワ港
- トゥウンナ・スタジアム
- 東南アジア
- 東南アジア諸国連合
- トーアン族

## な行
- 長井健司
- ナッ信仰
- ナムカム
- 日緬関係
- ニューライト・オブ・ミャンマー
- ネ・ウィン
- ネピドー

## は行
- バーマ・オイル
- パオ民族軍
- パオ民族解放軍
- パガン王朝
- バマー人民解放軍
- パンロン会議
- パンゼー
- バー・モウ
- バレーボールミャンマー男子代表
- ビルマ
- ビルマ国
- ビルマ国民軍
- ビルマ共産党
- ビルマ式社会主義
- ビルマ社会主義計画党
- ビルマ統一民族連邦評議会
- ビルマの戦い
- ビルマの竪琴
- ビルマ百科事典
- ビルマ文字
- ビルマ料理
- ビルマ連邦
- ビルマ連邦国民連合政府
- ピンマナ
- ピンヤ朝
- フーコン渓谷
- ペグー王朝
- ボージョーアウンサン・スタジアム
- ボー・ミャ
- ポッパ山

## ま行
- マルタバン湾
- マンダレー
- 南機関
- ミェイク
- ミャンマー
- ミャンマー・アリン
- ミャンマー愛国協会
- ミャンマー海軍艦艇一覧
- ミャンマー軍
- ミャンマー言語委員会
- ミャンマーサッカーリーグ
- ミャンマーサッカー連盟
- ミャンマー地震
- ミャンマー地震 (2011年)
- ミャンマー内戦
- ミャンマー内戦 (2021年-)
- ミャンマーにおける売春
- ミャンマーの行政区画
- ミャンマーの国章
- ミャンマーの国旗
- ミャンマーの新聞一覧
- ミャンマーの政党
- ミャンマーの大学の一覧
- ミャンマーの茶
- ミャンマーの鉄道
- ミャンマーの都市の一覧
- ミャンマーの民族一覧
- ミャンマーの歴史
- ミャンマー民族民主同盟軍
- ミャンマー連邦の大量破壊兵器
- ミョウザー
- ミンガラドン工業団地
- 民主カレン慈善軍
- 民主カレン仏教徒軍
- メコン川
- メルギー諸島
- モエイ川
- モン州
- モン族
- モン・タイ軍
- モン民族解放軍
- モンワン族

## や・ら・わ
- 野球ミャンマー代表
- ヤンゴン
- ヤンゴン川
- ヤンゴン港
- ヤンゴン国際空港
- ヤンゴン総合病院
- ヤンゴン日本人会
- ヤンゴン日本人学校
- ヤンゴン日本人商工会議所
- ヤンゴン・ユナイテッドFC
- ラーショー
- ラウェイ
- ラフ民主同盟
- ラペソー
- ラムリー島
- ラングーン事件
- レイチュンセッチャー大仏
- 連邦政治交渉協議委員会
- 連邦団結発展党
- 連邦和平会議 - 21世紀パンロン
- ロンジー
- ロヒンギャ
- ワ州
- ワ州連合軍
- ワ族
- ワ民族軍

## 英数字
- KK園区
- 2007年ミャンマー反政府デモ
- 2010年ミャンマー総選挙
- 2011年ミャンマー洪水
- 2021年ミャンマークーデター
- 2021年ミャンマークーデター抗議デモ
- 7EAO同盟
- 8888民主化運動
- 969運動